# Regionale geografie
Regionale geografie is een deelwetenschap van zowel de sociale geografie als de fysische geografie. We beperken ons hier tot een behandeling van regionale geografie als deel van de sociale geografie.
Eigenlijk is het niet mogelijk een eenduidige omschrijving van regionale geografie te geven. Wat regionale geografie is, is tijd- plaats- en groepsgebonden. Een van de moderne opvattingen is dat regionale geografie wordt gezien als de studie van geografisch relevante verschijnselen en processen in regionaal verband onder de erkenning dat:
- Regio een geconstrueerd begrip is
- Processen zich voordoen op verschillende schaalniveaus
- Processen betrekking hebben op de interne samenhang in een gebied, maar ook op de relaties met de omgeving
- Een regio altijd een onderdeel is van een groter (inter)nationaal netwerk

Regionale geografie is een van de oudste deelwetenschappen van de (sociale) geografie. Geen wonder dat in de ontwikkeling van de regionale geografie veel van de geschiedenis van de geografie als wetenschap is terug te vinden. De ontwikkeling van de regionale geografie wordt nu min of meer chronologisch behandeld.

## 18e en 19e eeuw
In de 18e eeuw begon was er een toenemende aandacht voor de exploratie van gebieden buiten Europa. Mede daardoor nam de behoefte aan gesystematiseerde kennis over landen en volken toe. In Europa was het proces van staatsvorming goed zichtbaar. Vorsten moesten kunnen beschikken over goede informatie onder andere voor de heffing van belastingen. Zo ontstonden inventariserende beschrijvingen van staten zoals de ‘Neue Erdbeschreibung’ van Anton Friedrich Büsching dat tussen 1754 en 1792 in elf delen werd gepubliceerd. In dit type geografische beschrijvingen werd geen aandacht geschonken aan samenhang of causaliteit tussen de gepresenteerde feiten.
Tegenover de beoefenaren van de ‘Staatengeographie’ stonden die van de ‘reine Geographie’ . De laatstgenoemden vonden dat niet staten (met hun steeds wisselende grenzen en indelingen), maar natuurlijke gebieden (zoals stroomgebieden van rivieren) de grondslag moesten vormen voor een regionale indeling.
Met het werk van Alexander von Humboldt en Carl Ritter veranderde het karakter van de regionale geografie. Er was veel meer aandacht voor de onderlinge samenhang van verschijnselen in een bepaald gebied. Niet meer de inventarisatie, maar de verklarende beschrijving van de samenhang op basis van empirische waarnemingen werd belangrijk. De relaties die in de natuur zelf aanwezig waren moesten worden blootgelegd. Alleen wat de aarde zelf liet zien, is onderwerp van onderzoek. Zo legden Von Humboldt en Ritter de grondslag voor de ‘vergleichende Erdkunde’. Het ging om gebieden die een bijzonder karakter vertoonden op grond van een specifieke samenhang van de aanwezige verschijnselen.
Na het overlijden van Von Humboldt en Ritter in 1859, hetzelfde jaar waarin Charles Darwin zijn ‘Origin of species’ publiceerde, stagneerde de ontwikkeling van de geografie als wetenschap een jaar of twintig. Vanaf 1875 begint het tijdvak van de grote nationale scholen in de (regionale) geografie.

## Frankrijk 1875-1950
De Franse school in de geografie heeft de reputatie gekregen de regionale zienswijze als de kern van de geografiebeoefening te zien. Eliseé Reclus kan als eerste in een lange reeks van geografen worden beschouwd die actief de regionale geografie hebben beoefend. Tussen 1875 en 1894 verscheen zijn ‘Nouvelle Géographie Universelle’. Belangrijk daarin was de beschrijving van natuurlijke regio’s . Elke ‘zone géographique’ had een eigen identiteit en werd vergeleken met een organisme.
Vidal de la Blache (1845-1918) legde de grondslag voor de Franse regionale geografie (zie ook: Ecologische geografie (Frankrijk)). De mens koos in die zienswijze op grond van de mogelijkheden van een bepaald gebied een bestaanswijze (genre de vie). In de oude ‘pays’ vond men volgens Vidal de la Blache een unieke ruimtelijke organisatie ontstaan uit de eeuwenlange wisselwerking tussen natuurlijk milieu en menselijke groep. ‘Pays’ waren als het waren ‘personnalités géographiques’.
Franse geografen hebben in een reeks van regionale monografieën de opvattingen van Vidal de la Blache in ere gehouden. In de loop der jaren zijn de ideeën over wat een regio was en hoe een regionale monografie opgezet moest worden wel veranderd. Met name het fysisch-geografisch element is naar de achtergrond geschoven en vaak trachtte men de regionale beschrijving te modelleren rond een centraal thema om een statische inventarisatie te vermijden.
Belangrijk was de opvatting van Lucien Febvre, een van de grondleggers van de Annales-school in de geschiedwetenschappen, die in zijn ‘Introduction géographique à l’histoire’ (1922) krachtig stelling nam tegen wat hij noemde ‘ces generalisations ambitieuses’, waarmee hij de regionale geografie veroordeelde tot het louter en alleen bestuderen van het bijzondere, het unieke. Tussen 1900 en 1950 gebeurde er in de Franse sociale geografie zodoende niet veel meer dan het produceren van regionale monografieën. Deze werden zelfs gezien als een combinatie van wetenschap en literatuur. Vaak betreft het agrarische gebieden zonder veel industriële activiteit. De behandeling van steden kreeg relatief weinig aandacht.
Eerst rond 1950 ontstond er een andere opvatting over wat regionale geografie was. Jean Gottmann (1915-1994) die een tijd in de Verenigde Staten had gewerkt, schreef in 1947 dat de geograaf zich niet moest bezighouden met de beschrijvingen van een statische ecologische situatie, maar met de dynamiek in een gebied. Verkeersstromen en kapitaalstromen waren daarvoor een essentieel gegeven en dat bood ook de mogelijkheid de stedelijke centra een plaats te geven in de regionale dynamiek. Vanaf 1950 stonden de relaties tussen de steden en hun omgeving centraal in de Franse regionale geografie.

## Engeland 1900-1950
Terwijl de Franse geografen zich bezighielden met de beschrijving van relatief kleine gebieden, trachtte Andrew John Herbertson (1865-1915) de wereld in te delen op basis van natuurlijke kenmerken. In 1905 was hij Halford Mackinder (1861-1947) opgevolgd in Oxford als hoogleraar geografie. Hij had grote invloed op de ontwikkeling van het Engelse aardrijkskundeonderwijs. Voor de ontwikkeling van de regionale geografie is zijn artikel ‘The major natural regions’ uit 1905 van belang. Herbertson ging uit van een organicistische visie op de werkelijkheid. Grote delen van de aarde konden worden vergeleken met macro-organismen. De menselijke groepen vormden in die vergelijking het zenuwstelsel. Voor het onderscheiden van natuurlijke regio’s waren vier criteria van primair belang: klimaat, reliëf, vegetatie en bevolkingsdichtheid. Feitelijk ging het om een indeling van de wereld in klimaatzones. Elke klimaatzone werd onderverdeeld op basis van reliëf- of vegetatiekenmerken.
Herbertsons regionalisatie werd analytisch genoemd. Hij vertrok van een totaliteit (de wereld) en trachtte die verder te geleden. John Frederick Unstead (1876-1965) hanteerde een synthetische regionalisatie. Hij begon bij kleine, nog homogene regio’s (stows) en probeerde die samen te voegen tot grotere eenheden. Voor elk gebied veronderstelde hij de aanwezigheid van een bepaalde mate van homogeniteit.

## Duitsland 1900-1950
De Duitse regionale geografie werd beheerst door de opvattingen van Alfred Hettner (1859-1941) en Friedrich Ratzel (1848-1904). Hettner plaatste het chorologisch beginsel in het hart van de geografiebeoefening (zie Chorologische geografie). De regionale beschrijving van gebieden kon het beste plaatsvinden aan de hand van het ‘Länderkundliche Schema’ . Veel Duitse ‘Länderkunden’ gingen gebukt onder dit stramien dat soms leidde tot inspiratieloze inventarisaties.
Daarnaast kende de Duitse geografie in de periode 1900-1950 ook veel discussie rondom de bruikbaarheid van het begrip ‘Landschaft’ . Veel Duitse geografen vonden dat het ‘Landschaft’ het central studieobject van de geografie was. Maar dat betekende nog niet dat men het eens kon worden over wat nu precies een ‘Landschaft’ was.
Evenals in de Engelse geografie kende men ook in Duitsland regionalisaties op basis van natuurlijke kenmerken. Die leidden dan tot (Grosz)Landschaften en ‘Landschaftsgürtel’ (op wereldniveau). Daarnaast hebben Duitse geografen gewerkt aan de toepassing van het begrip ‘Kulturlandschaft’ en ‘Kulturraum’. Albert Kolb (1906-1991) regionaliseerde de wereld in ‘Kulturerdteile’ (onder andere ‘der abendländische Kulturerdteil’, der osteuropäischen Kulturerdteil). De homogeniteit van zo’n cultuurgebied werd gevonden in een unieke historisch gegroeide relatie tussen landschapsvormende krachten en cultuurelementen. Momenteel speelt het begrip ‘Kulturlandschaft’ nog steeds een rol in de Duitse schoolaardrijkskunde.

## Verenigde Staten 1920-1960
In de periode voor en na de Tweede Wereldoorlog was de opvatting van geografie als de studie van ‘areal differentiation’ (zie Chorologische geografie) dominant. In een regionale geografie van een bepaald gebied brachten geografen de resultaten van thematische studies bij elkaar. Er waren talrijke discussies over de inhoud van het regiobegrip. In 1954 bracht Derwent Whittlesey (1890-1956) orde in de standpunten door een typologie van regio’s te ontwerpen. Jan Lambooy introduceerde deze typologie in 1966 in de Nederlandse geografie. Enerzijds werden er regio’s onderscheiden die een eenheid vormden op basis van min of meer statische kenmerken: uniforme regio’s (voorbeeld: maïsgebieden) en homogene regio’s (onderontwikkelde gebieden). Anderzijds werden regio’s onderscheiden op grond van een bepaald type relaties tussen verschijnselen. In dat geval sprak men van functionele regio’s (industriegebieden) of nodale regio’s (pendelgebieden, verzorgingsgebieden).

## Regionale geografie en regionaal systeem
Rond 1960 werd de traditionele regionale geografie geleidelijk aan vervangen door een opvatting dat geografen meer naar ruimtelijke analyse dan naar ruimtelijke synthese moesten streven. Bovendien zocht men naar wetmatigheden in ruimtelijke patronen en processen en niet meer naar unieke samenhangen in een bepaald gebied. In deze nieuwe koers werd ook gezocht naar een eigen benadering om zich te onderscheiden van bijvoorbeeld sociologie of economie. Men vond dat in een gerichtheid op het concept ruimtelijk systeem.
In een dynamischer wordende wereld met een groeiende economische vervlechting kon het systeembegrip een hulpmiddel zijn om de complexe verhouding tussen de interactie in een gebied en de verschijnselen die daarvoor verantwoordelijk waren, te analyseren. Een regionaal systeem is dan een gebied waarbinnen een aantal essentiële functies (bedrijven, arbeidsmarkten, overheidsinstellingen) complementair in elkaar sluiten. Het systeem wordt in stand gehouden door een netwerk van relaties (stromen mensen, goederen, kapitaal, informatie). Interactie, netwerk en systemen werden zo sleutelbegrippen in de (regionale) geografie (zie Ruimtelijke analyse en behaviorale geografie).

## Na 1980: herwaardering van de regionale geografie
De geografen van de ruimtelijke analyse hadden uiteindelijk toch minder succes dan verwacht bij hun zoektocht naar wetmatigheden in de ruimtelijke patronen en processen. De werkelijkheid bleek weerbarstiger dan de voorspellingen op basis van modellen (zie centraleplaatsentheorie). Verschillen tussen gebieden werden weer interessanter dan overeenkomsten. In het tijdperk van globalisering en netwerkeconomieën, bleek toch het unieke van een plek of regio concurrentievoordeel op te leveren. Ook het postmoderne denken binnen de sociale wetenschappen droeg bij aan een herwaardering van de regionale geografie. Niet universele wetmatigheden, maar sociaal en cultureel gefragmenteerde werkelijkheden stonden in de belangstelling. Dat betekent ook dat er niet één regionale geografie is, maar een veelheid van regionale geografieën. Enkele van de zienswijzen over regionale geografie zijn (De Pater, Groote, Terlouw, 2005):

### Regio’s als geconstrueerde werkelijkheid
In de nieuwe culturele geografie (zie Culturele geografie) zijn regio’s geen uit zichzelf bestaande ruimtelijke eenheden. Zij worden gecreëerd met een bepaald doel door groepen mensen met een specifiek belang. Bepaalde cultuurkenmerken worden gebruikt om een regio een eigen identiteit te geven, waardoor het aantrekkelijk kan zijn voor industrievestiging of om toeristen te trekken. Zo wordt Toscane als een uniek product gepromoot voor de toeristenmarkt.
In dit type regionale geografie gaat de interesse voor onderzoek onder andere uit naar de motieven voor de constructie van de regionale identiteit, naar de (culturele) dragers van die identiteit, naar de voor- en tegenstanders en naar de zichtbare ruimtelijke veranderingen die er het gevolg van zijn.

### Regio’s als onderdeel van een wereldsysteem
In de moderne regionale geografie schenkt men veel aandacht aan de invloed van externe relaties, begrijpelijk in een tijdperk van globalisering en internationale netwerken. Deels zijn die relaties te typeren als afhankelijkheidsrelaties, waarmee bijvoorbeeld onderontwikkelde gebieden te maken hebben. Elders kijkt men ook naar gebiedsinterne relaties bijvoorbeeld bij de bestudering van een centrum-periferieproblematiek. Wat dan wordt beschouwd als gebiedsintern is afhankelijk van de schaal van beschouwing: binnen Nederland de relatie Randstad-Noorden van Nederland of binnen Europa de relatie tussen de ItaliaanseMezzogiorno en het Noordwest Europees stedelijk gebied.

### Regio's als resultaat van een specifiek historisch proces
De invloedrijke geografe Doreen Massey vestigde met haar boek ‘Spatial divisions of labour. Social structures and the geography of production’ (1984) de aandacht op de regio als een stapeling van verschillende lagen, elk met een oorsprong in een fase uit het cultureel-economisch verleden. In elke fase van het ontwikkelingsproces van een regio, moesten de bewoners een antwoord vinden op de dynamiek van de internationale economische ontwikkeling. Vaak is dat in een gebied terug te vinden (verlaten kolenmijnen, tot appartementen verbouwde bedrijfsgebouwen etc.). De ontwikkelingen in het verleden, het historische pad, creëert ook wat men noemt padafhankelijkheid: verwaarloosde aspecten uit het verleden worden tot last bij het ontwikkelen van nieuwe initiatieven. Soms ook geeft de inertie van decennia nieuwe kansen, omdat bijvoorbeeld het monumentale erfgoed attractief geworden is voor toeristen.

### Regio’s op eigen kracht
Bij deze benadering van regio’s wordt gekeken naar de manier waarop binnen een gebied initiatieven ontplooid worden om een gunstig sociaal-economische ontwikkeling op gang te brengen. Waar en onder welke condities vindt essentiële besluitvorming plaats? Hoe functioneren de besluitvormingsnetwerken? Welke hulpbronnen worden ingezet? Is er sprake van conflicterende visies? Welke condities zijn nodig om in de regio innovaties tot stand te brengen?

### Regionaal-geografische modellen
De veranderde kijk op de regionale werkelijkheid veronderstelt ook daarop toegesneden analyse-instrumenten. In de regionaaol-geografische literatuur vindt men verschillende modellen die de wisselwerking tussen de interne vervlechtingen in een gebied en de externe krachten zichtbaar kunnen maken.
Voor de studie van de regionale samenhang en ontwikkeling zijn volgens Gerard Hoekveld (1999) drie typen modellen nodig:
- Allereerst een conceptueel model. Op basis van theoretische inzichten worden de veronderstellingen over de ruimtelijke neerslag van bepaalde processen in een schema afgebeeld. Een klassiek voorbeeld is het model van concentrische zones voor de interne geleding van een stad. Dit model werd ontwikkeld op basis van de theoretische inzichten van de human ecology. In dit model werd afgezien van allerlei storende variabelen zoals het plaatselijke reliëf of de aanwezigheid van watergebieden.
- Bij abstract-ruimtelijke modellen wordt een cartografische weergave gemaakt van de in het conceptueel model beschreven processen.
- Een hypothetische kaart. Hierbij wordt het tweede type model als het ware over een concreet gebied gelegd. Een dergelijke kaart geeft een voorspelling van de toekomstige situatie op grond van een theorie. Belangrijk is niet zozeer of de voorspelling uitkomt, maar dat het model het zicht op de werkelijke ontwikkelingen kan verduidelijken.